# 7866 Sicoli
A 7866 Sicoli (ideiglenes jelöléssel 1982 TK) a Naprendszer kisbolygóövében található aszteroida. Edward L. G. Bowell fedezte fel 1982. október 13-án.